# Trnovec (přírodní rezervace)
Trnovec je přírodní rezervace severozápadně od obce Kněžpole v okrese Uherské Hradiště. Důvodem ochrany je zachování lesního typu tvrdého luhu, jeho pestré dřevinné skladby a věkové diferencovanosti tak, aby se udržely a rozvíjely podmínky pro výskyt ohrožených druhů rostlin a živočichů. Zachování květnatých luk s druhovou skladbou původních pomoravních nivních luk.